# 古关帝庙 (太原市)
古关帝庙，位于山西省太原市迎泽区柳巷街道校尉营社区西校尉营25号，是太原市城区现存的五座关帝庙中历史最古老的一座。紧邻西校尉营奶奶庙。
古关帝庙始建于宋，元明清曾多次重修，现存主体建筑建于明代，前后两进院落，包括山门、钟鼓楼、大殿、寝宫。钟鼓楼为十字歇山顶，大殿5间，悬山顶，绿色琉璃瓦顶。

## 保护
古关帝庙曾沦为大杂院。1983年8月17日，古关帝庙公布为第一批太原市文物保护单位。
2013年，太原市启动修缮历史文物及古建筑工程项目，其中包括校尉营古关帝庙。2021年9月23日，校尉营关帝庙揭牌开放。

## 活动
2021年9月23日，校尉营关帝庙揭牌开放时，举行“钟情雅韵·巧手天工——关帝庙里话传承”陈列展，展示扎染、陶艺、面塑、剪纸等非遗传统技艺。
2023年1月，太原市文物保护研究院·关帝庙博物馆在校尉营关帝庙推出“清风明月·山西省非物质文化遗产主题展”。。
2023年5月，在太原校尉营关帝庙开展“最美家乡·城市礼物”主题展。